# Anatomia człowieka

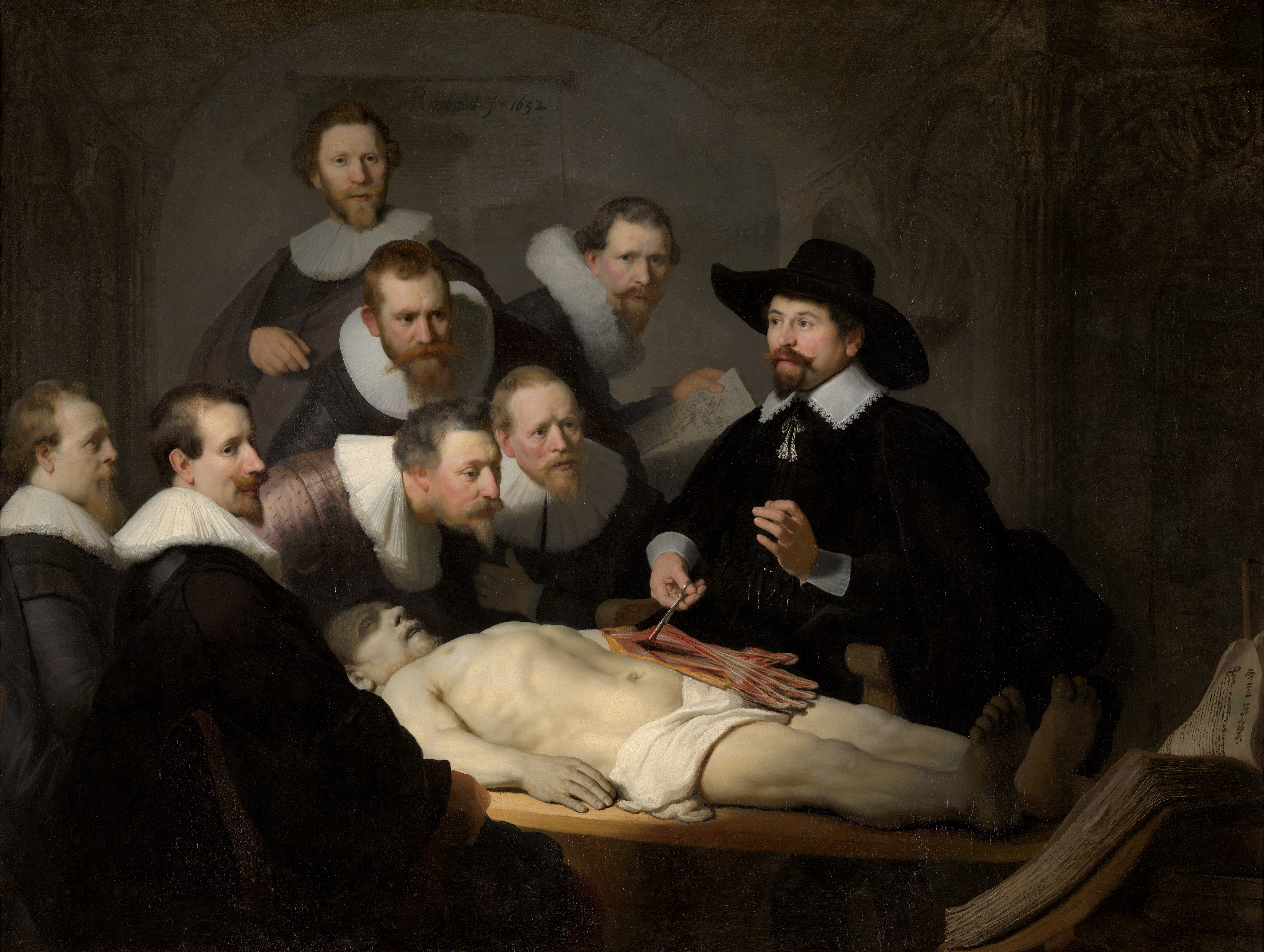
Rembrandt, Lekcja anatomii doktora Tulpa, 1632

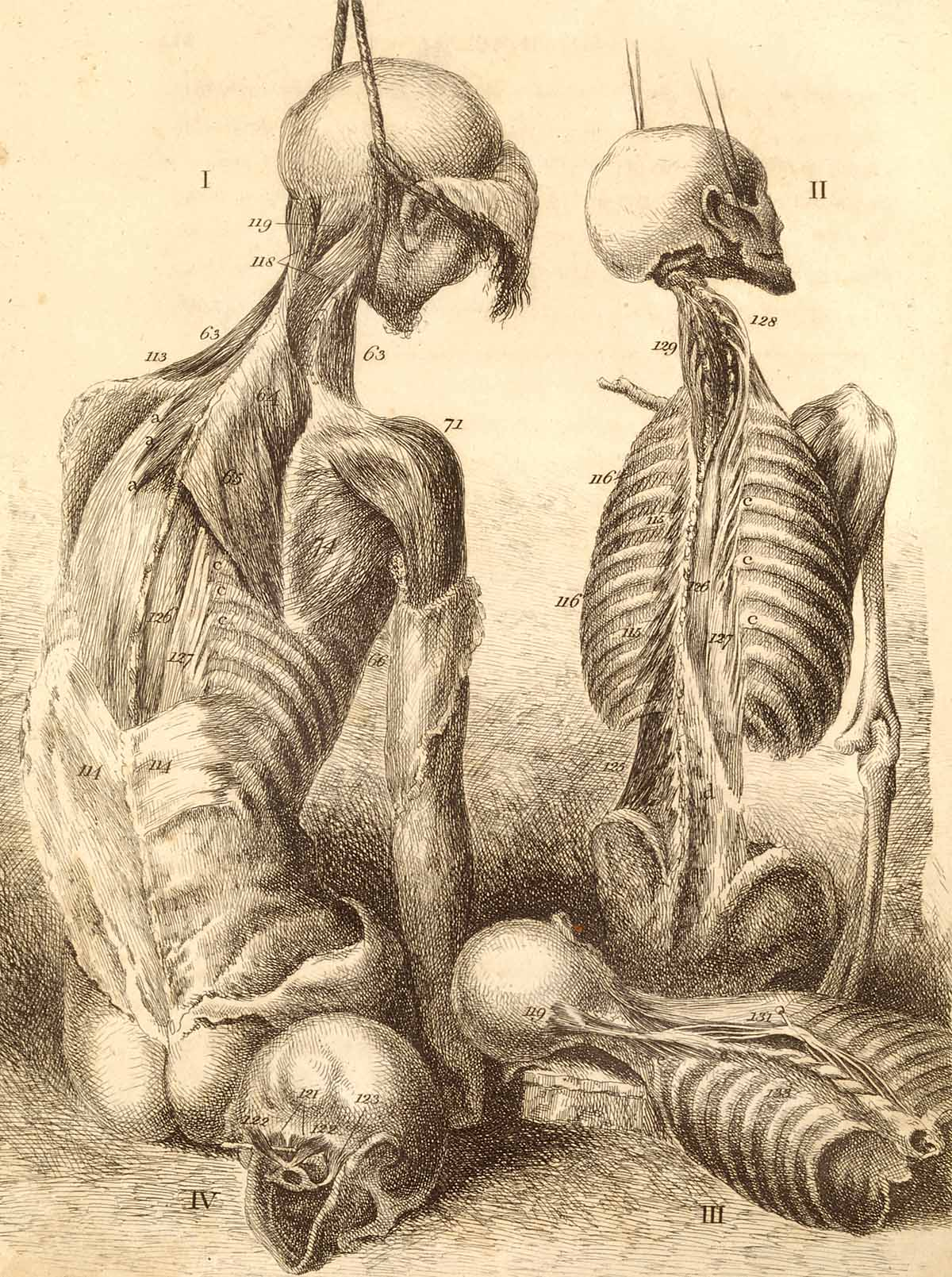
Anatomia ciała ludzkiego – akwaforta Johna Bella (1804)

Animowana sekwencja przekrojów strzałkowych ludzkiego mózgu

Anatomia człowieka (starogr. ἀνατομή (anatomḗ) - krajanie, rozcinanie, rozczłonkowanie), in. antropotomia (starogr. anthropos – człowiek) – nauka o budowie narządów i układów ciała człowieka, wchodzi w skład morfologii i posługuje się metodami na poziomie mikroskopowym (cytologia) i makroskopowym (np. obserwacji żywych organizmów i badań sekcyjnych zwłok).
Jest to anatomia opisowa, zwana też anatomią klasyczną. Zajmuje się ona badaniem i opisaniem narządów, które spełniają wspólną funkcję, oraz poszczególnych części ustroju.
Ściśle związane z anatomią są:
- histologia – nauka o tkankach;
- cytologia – nauka o komórce, budowie człowieka na poziomie komórkowym;
- fizjologia – nauka o funkcjonowaniu organizmu[1].

Obecnie anatomia ściśle wiąże się z fizjologią, poświęcając dużo uwagi funkcji i działaniu poszczególnych narządów.
Jest to anatomia czynnościowa. Anatomia i fizjologia stanowią podstawę medycyny, gdyż nie można skutecznie udzielić pomocy w chorobie nie znając dokładnie budowy i czynności organizmu zdrowego.
Inne działy anatomii to:
Anatomia opisowa, zwaną dawniej normalną, obecnie wyróżniane są:
- Anatomia prawidłowa, która zajmuje się normalnie zbudowanymi, zdrowymi osobnikami w odróżnieniu od;

- Anatomia patologiczna mającej za zadanie opisanie zmian chorobowych zachodzących w narządach podczas choroby.

- Anatomia mikroskopowa – w odróżnieniu od klasycznej anatomii, posługującej się okiem nieuzbrojonym, ten dział posługuje się mikroskopem świetlnym – histologia, lub elektronowym – cytologia, w związku z czym zajmuje się badaniem mikroskopowej struktury poszczególnych narządów. Narządy zbudowane są z tkanek, te zaś z niezwykle drobnych elementów – komórek.

- Anatomia radiologiczna – pierwotnie opisywała organizm ludzki przy użyciu zdjęć rentgenowskich układu kostnego. Ostatnio w związku z wprowadzeniem kontrastów i tomografii jej zakres znacznie się poszerzył.

- Anatomia topograficzna (po grecku topos znaczy "położenie", "miejsce", graphe – "opis") – zajmuje się położeniem poszczególnych narządów w ustroju i wzajemnym ułożeniem ich względem siebie. Doskonała znajomość anatomii topograficznej ma szczególnie duże znaczenie praktyczne dla chirurgii. Z tego względu nazywana jest również anatomią chirurgiczną.

- Anatomia plastyczna – ma na celu badanie kształtów zewnętrznych i wzajemnych proporcji poszczególnych części ciała oraz w ogóle zdobywaniem wiadomości potrzebnych dla artystów plastyków.

- Anatomia funkcjonalna

Nowoczesne techniki rezonansu magnetycznego i USG umożliwiają obrazowanie bez szkodliwego wpływu promieniowania rentgenowskiego na organizm.
W opisie anatomicznym używa się podwójnego nazewnictwa. Polskie nazwy i ich łacińskie odpowiedniki znajdują się w Nomina anatomica i Terminologia anatomica. Obecnie dąży się do wyeliminowania nazw własnych (głównie nazwisk) z nazw, lecz w naukach klinicznych nadal się je powszechnie stosuje.
Za jednego z twórców nowoczesnej anatomii uważa się Andrzeja Wesaliusza, który w 1534 roku stworzył Budowę ludzkiego ciała (łac. De humani corporis fabrica libri septem). Była to jedna z pierwszych publikacji zawierających dokładne opisy budowy ciała poparte drzeworytami ucznia Tycjana o imieniu Calcari.

## Układy narządów

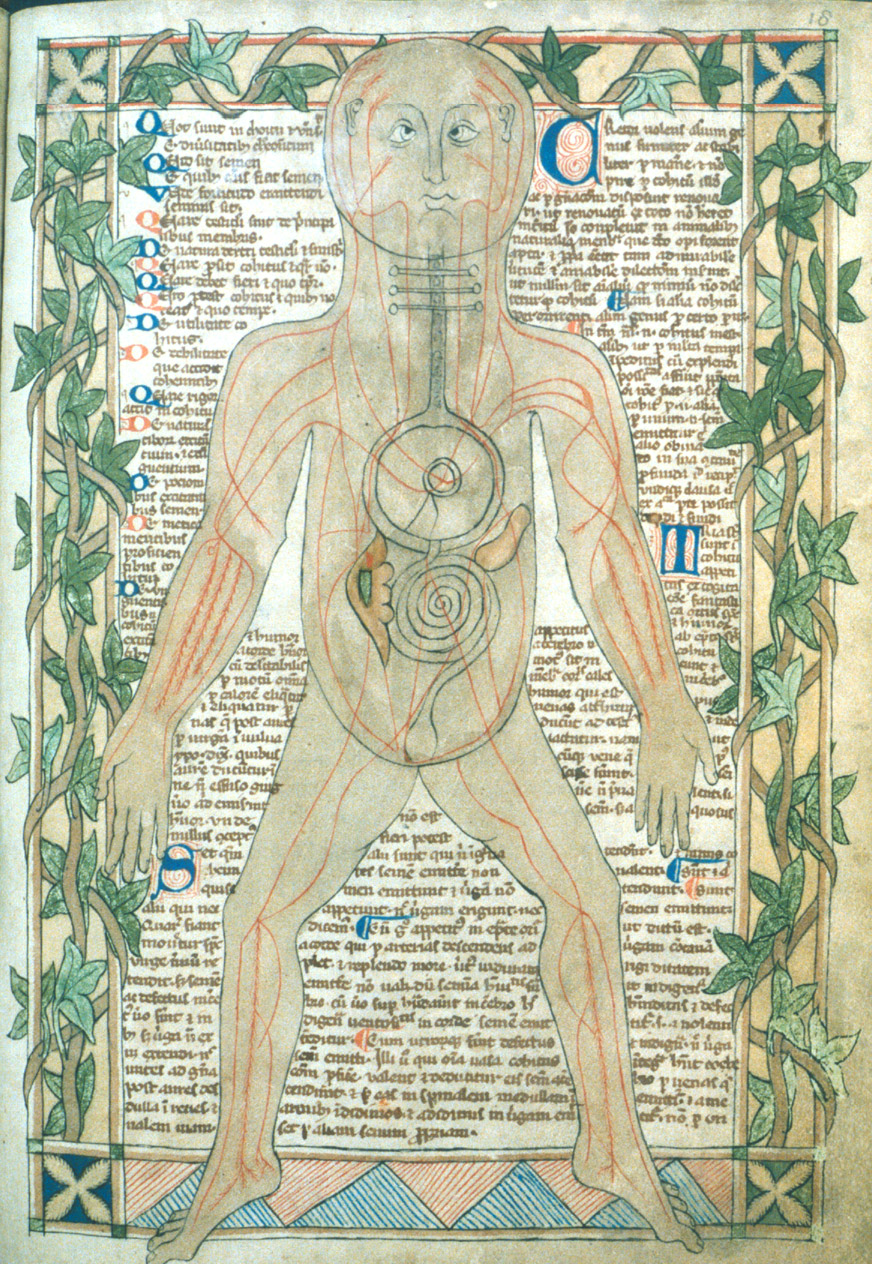
Budowa ludzkiego ciała według XIII w. anatomów

Narządy ciała, zbudowane z różnych tkanek, łączą się w układy narządów. Wyróżnia się:
- układ ruchu, inaczej układ szkieletowy (układ ruchu bierny) i układ mięśniowy (układ ruchu czynny, aktywny)
- układ pokarmowy, inaczej układ trawienny
- układ nerwowy
- narządy zmysłów
- układ dokrewny, inaczej układ wewnątrzwydzielniczy
- układ oddechowy
- układ moczowo-płciowy
- układ naczyniowy, w którego skład wchodzi układ krwionośny i układ limfatyczny (chłonny)
- powłoka wspólna[3].